# Ludersdorf-Wilfersdorf
Ludersdorf-Wilfersdorf è un comune austriaco di 2 230 abitanti nel distretto di Weiz, in Stiria. È stato creato il 1º gennaio 1955 dalla fusione dei precedenti comuni di Ludersdorf e Wilfersdorf; capoluogo comunale è Ludersdorf.